# Sowkomflot
Sowkomflot (russisch Совкомфлот; englische Transkription Sovcomflot, auch Sovkomflot oder SCF Group) ist ein russisches Staatsunternehmen. Die Reederei mit Sitz in St. Petersburg ist spezialisiert auf den Transport von Erdöl und Flüssigerdgas.
Aktuell betreibt das Unternehmen 143 Schiffe mit einer Verdrängung von insgesamt 12.411.552 dwt. Dazu zählen 63 Öltanker, 50 Produktentanker, 10 Gastanker und 10 Shuttletanker.

## Geschichte
Die Reederei wurde am 22. Juni 1988 als Handelsunternehmen „Советский коммерческий флот“ (Sowjetische Handelsflotte) gegründet. Die Gründungsaktionäre waren das Handelsmarineministerium der UdSSR und Schifffahrtsgesellschaften Far Eastern, Black Sea, Novorossiysk, Latvian, Baltic und Soviet Danube. Zur Gründung übernahm die Reederei insgesamt 150 Schiffe der beteiligten Reedereien zu einem Gegenwert von 250 Millionen Rubel Aktienkapital. Dazu kamen 28 weitere in Joint Ventures oder abhängigen Reedereien betriebene Einheiten. Insgesamt begann die Reederei nach Lloyd’s List mit 178 Einheiten mit zusammen 3,4 Millionen Tonnen und einem Wert von 1,8 Milliarden Rubel.
Im Jahr 2002 richtete die russische Staatsreederei einen SCF St. Petersburg Line genannten Ro/Ro-Frachtdienst zwischen Kiel und St. Petersburg ein, dessen Weiterführung mit der dänischen DFDS Tor Line unter dem Namen SCF DFDS Line im September 2005 beschlossen wurde.
2007 war ein Börsengang geplant.
Seit 2010 nutzt Sowkomflot die Nordostpassage (Sewmorput) als effizienten Seeweg nach Asien.
Im März 2022 wurde Sowkomflot auf eine Sanktionsliste der Europäischen Union gesetzt.

## Unternehmen
Generaldirektor von Sowkomflot ist seit 2004 der ehemalige russische Verkehrsminister Sergei Ottowitsch Frank.
Das Unternehmen ist in folgende Konzerngesellschaften gegliedert:
- PAO Sowkomflot (russisch Публичное акционерное общество Совкомфлот (ПАО Совкомфлот)) mit Sitz in Moskau – dieser Unternehmensteil arbeitet als Betreiber von LNG- und LPG-Gastankern, Suezmax-Tankern, Aframax-Tankern, von eisgängigen Zubringertankern, Produktentankern und der Mehrzweckschiffe
- Noworossijskoje morskoje parochodstwo mit Sitz in Noworossijsk – dieser Unternehmensteil arbeitet als Betreiber von Aframax-Tankern, Produktentankern und Massengutschiffen.
- Sovcomflot (Cyprus) Limited mit Sitz in Limassol – dieser Unternehmensteil ist für den Einsatz und die Vercharterung der Schiffe verantwortlich.
- Unicom Management Services (Cyprus) Ltd. mit Sitz in Limassol – dieser Unternehmensteil ist für den technischen Betrieb und die Besetzung der Schiffe verantwortlich. Daneben führt Unicom die Neubauplanung und Bauaufsicht der Schiffe durch.
- Sovcomflot (UK) Ltd. mit Sitz in London – dieser Unternehmensteil dient dem Finanz-, Eigentums- und Zahlungswesen innerhalb der Gruppe.
- SCF Marpetrol S.A. mit Sitz in Madrid – dieser Unternehmensteil arbeitet als Betreiber von Chemietankern und Asphalttankern sowie als Basis für den spanischen LNG-Markt.
- SAO Rosnefteflot (ЗАО Роснефтефлот) mit Sitz in Moskau – dieser Unternehmensteil arbeitet als Betreiber von Öllager- und Umschlagschiffen, Terminals und Offshoreschiffen.

## Galerie

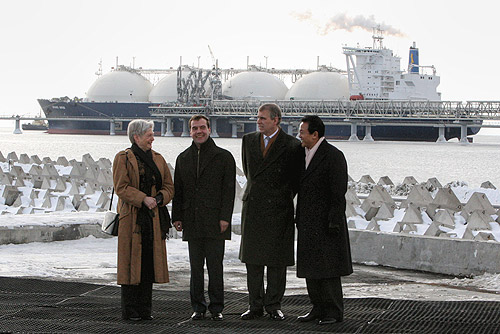
LNG-Tanker der Sowkomflot in Juschno-Sachalinsk
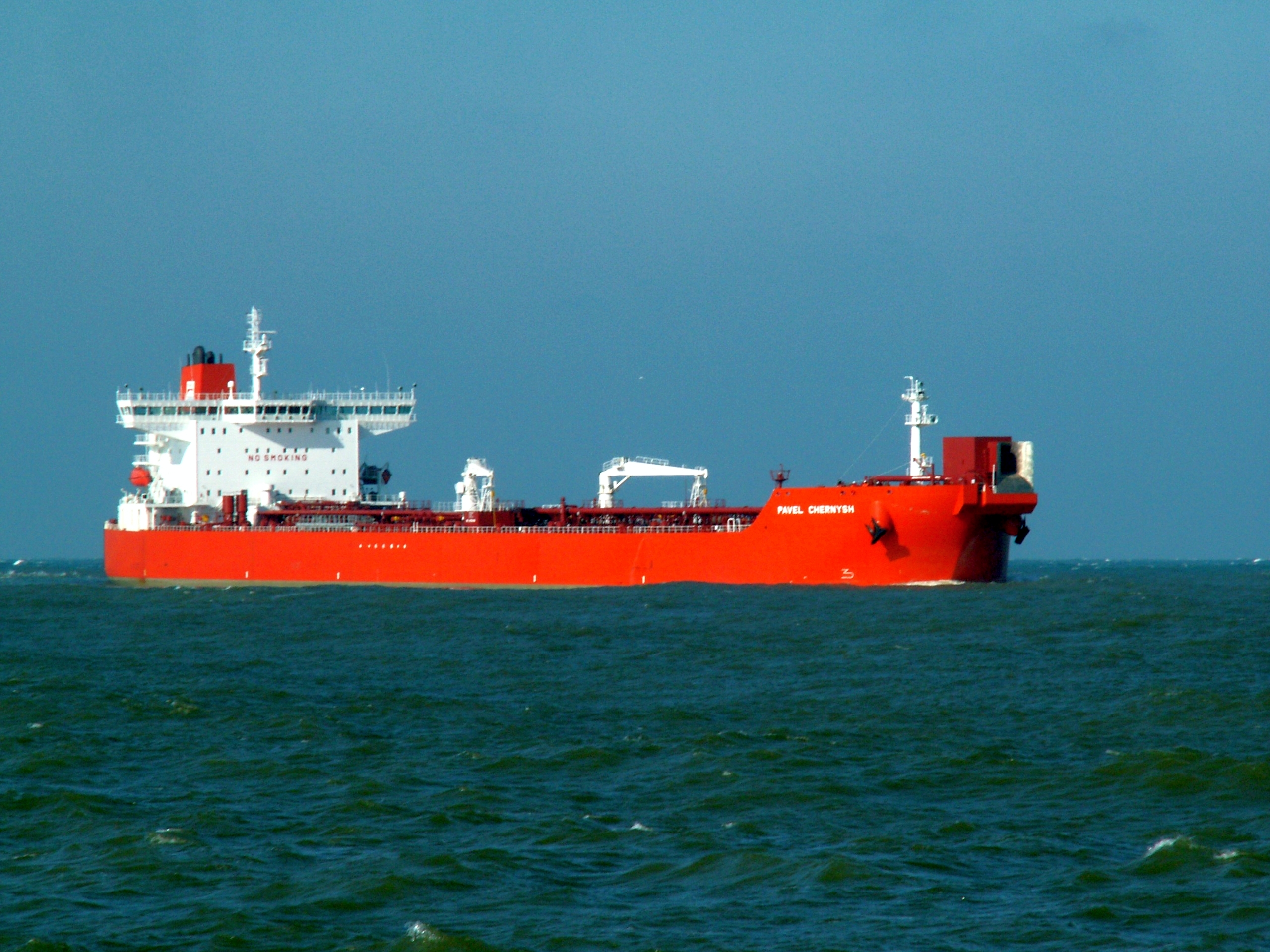
Öltanker bei Rotterdam
Nordostpassage (blau) und Suez-Kanal-Route (rot) Nordsee-Korea
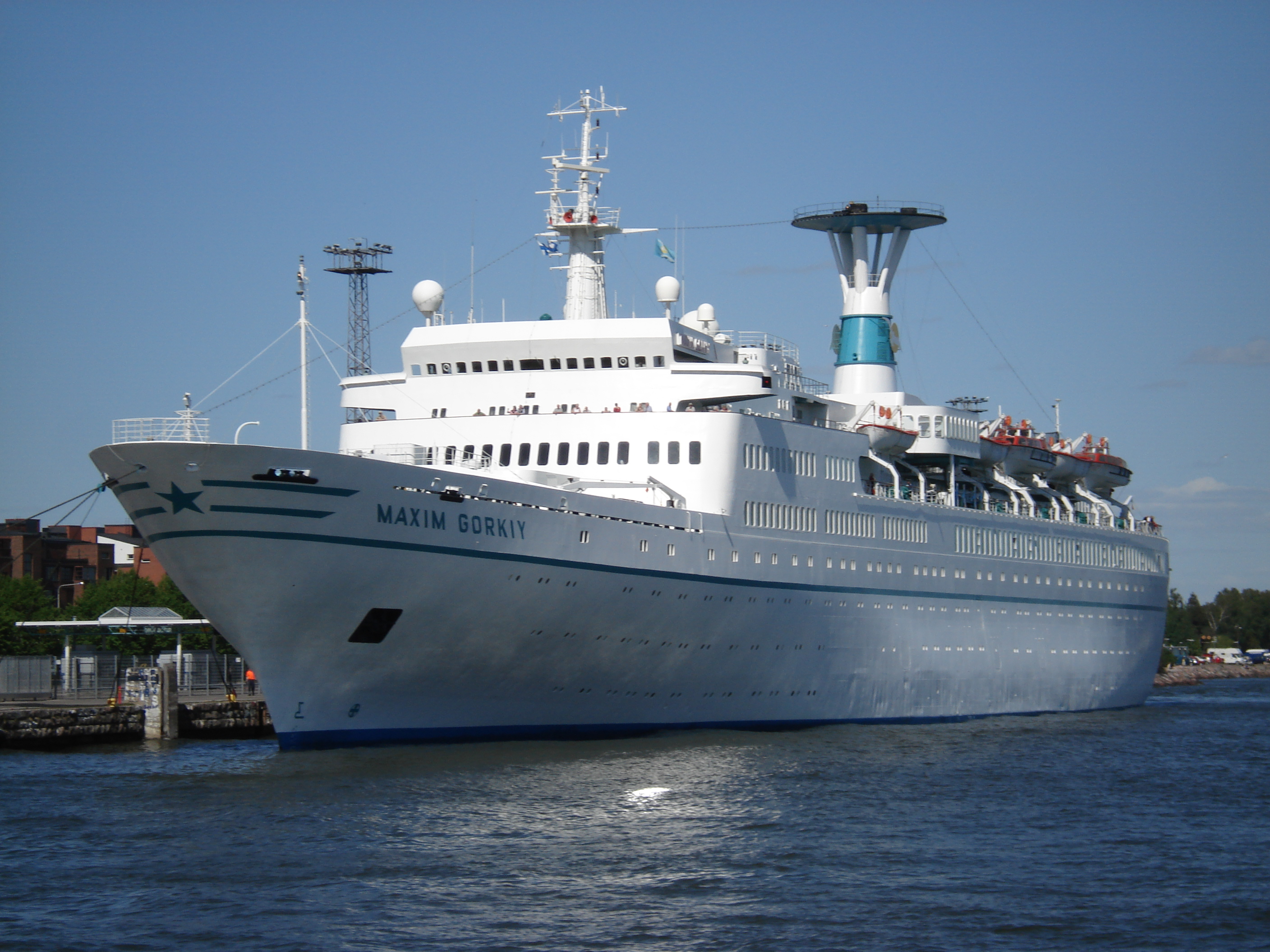
Kreuzfahrtschiff Maxim Gorkiy in Helsinki
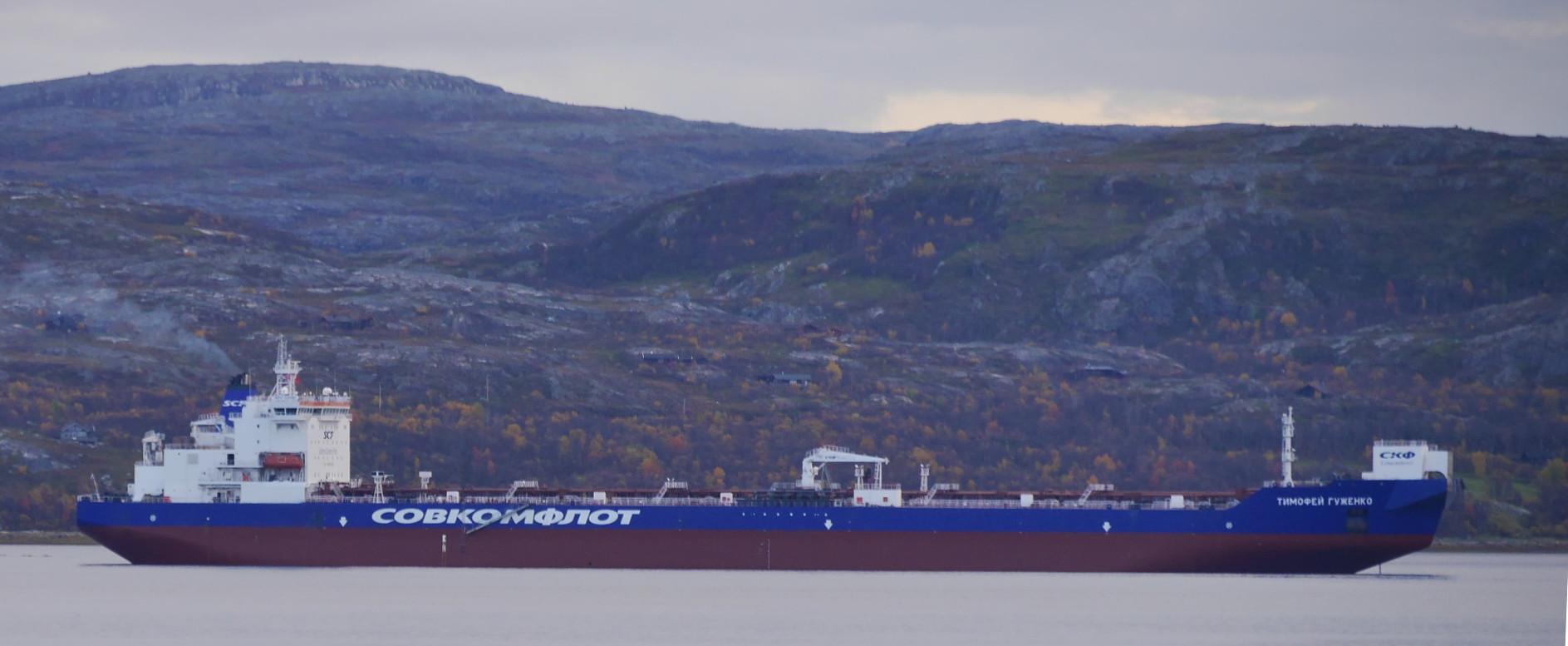
Der Tanker mit Eisbrecherbug Timofei Gushenko 2015 vor Norwegen